# Näsinneula
Näsinneula is een Finse uitkijktoren in het amusementpark Särkänniemi en kijkt uit over de stad Tampere en het Näsijärvimeer. Op de bovenste verdieping van de toren bevindt zich een roterend restaurant. Het is het hoogste vrijstaande gebouw in Finland en de hoogste uitkijktoren van de Noordse landen. Het ontwerp is gebaseerd op de Space Needle in de Amerikaanse stad Seattle. Vanwege de hoogte is de toren een van de herkenbaarste punten in het stadsgezicht van Tampere.